# Bahnhof Castrop-Rauxel Süd
Castrop-Rauxel Süd ist ein ehemaliger Bahnhof und heutiger Haltepunkt in Castrop-Rauxel im Kreis Recklinghausen. Er liegt im Ortskern des Castrop-Rauxeler Stadtteils Castrop. Er ist neben dem Hauptbahnhof die wichtigste Bahnstation in der Stadt Castrop-Rauxel.

## Lage und Aufbau
Der heutige Haltepunkt Castrop-Rauxel Süd liegt im Ortskern Castrops. Er liegt am Bahnübergang Obere Münsterstraße. Er besteht aus zwei Außenbahnsteigen, die in Fahrtrichtung jeweils hinter dem Bahnübergang liegen: auf der Nordseite liegt der Bahnsteig 1 in Fahrtrichtung Herne und auf der Südseite der Bahnsteig 2 in Fahrtrichtung Dortmund. Bahnsteig 1 wird durch die Denkmalstraße erschlossen. Neben Bahnsteig 2 liegt ein P+R-Parkplatz. 
Direkt südlich an den Bahnsteig 2 schließt der Münsterplatz an. In Sichtweite zu den Bahnsteigen liegt in ca. 100 m der Busbahnhof Castrop Münsterplatz, welcher der größte Knotenpunkt des straßengebundenen ÖPNV in Castrop-Rauxel ist.

## Geschichte

### Anschlussbahnhof der Zeche Erin
Im Jahre 1874 wurde der Bahnhof Castrop als Güterbahnhof der damaligen Bürgermeisterei Castrop eröffnet. Der Bahnhof diente als Anschlussbahnhof der damaligen Zeche Erin. Diese lag südlich neben dem Bahnhof und konnte ihre Steinkohle so durch die angrenzenden Eisenbahnstrecke besser abtransportieren. 1878 folgte der Personenbahnhof. Damals lag der Bahnhof Castrop aber noch nicht wie heute am Münsterplatz, sondern am heutigen Westring. Von 1880 bis 1891 hieß die Station Castrop (Stadt).

### Umbenennung im Zuge einer Gebietsreform
Im Jahre 1926 wurden Castrop und Rauxel zu Castrop-Rauxel zusammengelegt. Das führte schließlich dazu, dass 1962 die wichtigsten Bahnhöfe der beiden ehemaligen Städte umbenannt wurden. Aus dem Castroper Bahnhof wurde Castrop-Rauxel Süd und aus dem Rauxeler Bahnhof wurde Castrop-Rauxel Hbf. Das liegt u. a. daran, dass der Rauxeler Bahnhof an der Köln-Mindener-Bahn, der ersten großen Fernverkehrsstrecke im heutigen Nordrhein-Westfalen, liegt, und damit in der Verkehrsbedeutung den Castroper Bahnhof überstieg. Der Castroper Bahnhof liegt südlicher als der Rauxeler Bahnhof und wurde daher Castrop-Rauxel Süd.

### Verlegung zum Münsterplatz
Zwei Jahre später, am 31. Mai 1964, wurde der Bahnhof Castrop-Rauxel Süd vom heutigen Westring zum Münsterplatz in die Innenstadt von Castrop-Rauxel verlegt. Seitdem bildet er den zentralen Bahnhof in Castrop und auch neben dem Hauptbahnhof wichtigsten ÖPNV-Knotenpunkt, da der Busbahnhof am benachbarten Münsterplatz der größte Knotenpunkt des straßengebundenen ÖPNV und die Haltestelle mit nahezu allen Buslinien Castrop-Rauxels ist. 
1991 wurde der alte Bahnhof Castrop-Rauxel Süd am Westring in eine Überleitstelle umgewandelt.

## Bedienung

### Regionalverkehr
Castrop-Rauxel Süd wird stündlich von der Regionalbahnlinie RB43 bedient. Sie verbindet Castrop-Rauxel Süd mit Dortmund Hauptbahnhof, sowie Herne, Wanne-Eickel und Dorsten.
| Linie | Verlauf | Takt   | Betreiber |
| ----- | --- | ------ | --------- |
| RB 43 | Emschertal-Bahn: Dorsten – Feldhausen – Gladbeck-Zweckel – Gladbeck Ost – Gelsenkirchen-Buer Süd – Gelsenkirchen Zoo – Wanne-Eickel Hbf – Herne – Herne-Börnig – Castrop-Rauxel Süd – Castrop-Rauxel-Merklinde – Dortmund-Bövinghausen – Dortmund-Lütgendortmund Nord – Dortmund-Marten – Dortmund-Rahm – Dortmund-Huckarde Nord – Dortmund Hbf Stand: Fahrplanwechsel Dezember 2021 | 60 min | DB Regio  |

### Busverkehr
In Nachbarschaft zum Haltepunkt Castrop-Rauxel Süd befindet sich der Busbahnhof Castrop Münsterplatz. Er ist der zentrale und größte Knotenpunkt für den straßengebundenden ÖPNV in Castrop-Rauxel und wird – mit Ausnahme der Linie 233 – von allen Buslinien im Castrop-Rauxeler Stadtgebiet, bedient.
| Linie | Verlauf | Takt (Mo–Fr)                                          | Betreiber |
| ----- | --- | ----------------------------------------------------- | --------- |
| SB22  | Datteln Bus Bf – Beisenkampsiedlung – Hagem Vestische Kinderklinik – Dümmer Böckenheckstr. – Meckinghoven Neuer Weg – Datteln Bf – Henrichenburg – Habinghorst – Castrop-Rauxel Hbf – Europaplatz – Castrop Münsterplatz | 30 min                                                | Vestische |
| 237   | Recklinghausen Hbf – Hillen – Hillerheide – Röllinghausen – König Ludwig – Herne, Pantringshof – Castrop-Rauxel-Pöppinghausen – Habinghorst – Castrop-Rauxel Hbf – Europaplatz – Castrop Münsterplatz | 60 min                                                | Vestische |
| 311   | Herne Zechenring – Horsthausen – Herne Bf – Herne Mitte – Archäologie-Museum/Kreuzkirche – Am Stadtgarten – Akademie Mont-Cenis – Börnig – (Schadenburgstr./Börnig Bf – Teutoburgia) / Realschule Sodingen – Holthausen – Castrop Münsterplatz                                                                                            | 20 min                                                | HCR       |
| 324   | Castrop Münsterplatz – Holthausen Süd (Friedhof) – Sodingen Mitte – Akademie Mont-Cenis – Gysenbergpark/LAGO – Ostbachtal – Archäologie-Museum/Kreuzkirche – Herne Mitte – Herne Bf Fahrten ab Herne Mitte montags bis freitags als Linie 321 und samstags als Linie 351 in Richtung Herne Bf                                             | 30 min                                                | HCR       |
| 341   | Castrop Münsterplatz – Markt – Hochstr. – Neuroder Platz – Schwerin Seniorenheim | 60 min                                                | HCR       |
| 347   | Castrop Münsterplatz – Holzstr. – Europaplatz – Rauxel Evangelisches Krankenhaus | 60 min                                                | HCR       |
| 351   | Herne Mitte – Herne Bf – Vinckestr. – Börnig – Schadenburgstr./Börnig Bf – Teutoburgia – Holthausen – Castrop Gewerbegebiet Westring – Castrop-Rauxel-Behringhausen – Castrop Münsterplatz | 30 min                                                | HCR       |
| 353   | Castrop Münsterplatz – Bochum-Gerthe – Hiltrop – Grumme – Bochum Rathaus – Bochum Hbf – Oskar-Hoffmann-Str. – Schauspielhaus – Wiemelhausen – Weitmar | 30 min                                                | Bogestra  |
| 361   | DO-Mengede – Nette/Oestrich – Castrop-Dingen – Deininghausen – Castrop Münsterplatz | 60 min (Mengede–Deiningh.) 30 min (Deiningh.–Castrop) | HCR       |
| 364   | Sportplatz Papenholz – Bochum-Langendreer West – Werne Amt – Ruhr-Park – Kirchharpen – Gerthe Mitte – Castrop-Rauxel-Merklinde – Castrop Münsterplatz | 30 min                                                | Bogestra  |
| 378   | Querenburg, Ruhr-Universität – Langendreer Markt – Bochum-Langendreer – Dortmund-Lütgendortmund – Bövinghausen – Castrop-Rauxel-Merklinde – Castrop Münsterplatz | 30 min                                                | Bogestra  |
| 480   | Ickern Nord – Ickern – Habinghorst – Castrop-Rauxel Hbf – Europaplatz – Münsterplatz – Schwerin – Frohlinde – DO-Kirchlinde Zentrum – DO-Marten Süd S | 20 min                                                | DSW21     |
| 481   | Becklem – Henrichenburg – Hagenstr. – Habinghorst Friedhof – Castrop-Rauxel Hbf – Waldfriedhof – Europaplatz – Evangelisches Krankenhaus – Castrop Betriebshof – Münsterplatz sonntags verkehrt die Linie nur im Abschnitt zwischen Henrichenburg Mitte und Evangelisches Krankenhaus                                                     | 60 min                                                | DSW21     |
| 482   | Schwerin Seniorenheim – Münsterplatz – Europaplatz – Castrop-Rauxel Hbf – Habinghorst – Aapwiesen – Ickern – Lerchenstr. – DO-Brüninghausen – DO-Mengede Bahnhof im Abendverkehr nur zwischen Münsterplatz und Ickern Markt | 20 min                                                | DSW21     |
| NE11  | Ringlinie: Ickern Markt – Aapwiesen – Henrichenburg – Habinghorst – Castrop-Rauxel Hbf – Europaplatz – Münsterplatz – Schwerin – Frohlinde – DO-Kirchlinde Zentrum – Dortmund Reinoldikirche – Kirchlinde Zentrum – CAS-Frohlinde – Schwerin – Münsterplatz – Europaplatz – Castrop-Rauxel Hbf – Habinghorst – Lerchenstr. – Ickern Markt | 60 min                                                | DSW21     |